# Abell 370
Abell 370 — скупчення галактик розташований приблизно на відстані 6 мілліардів світлових років від Землі у сузір'ї Кита. Його ядро складається з кількох сотень галактик. Вперше цей об'єкт спостерігав та вніс до свого каталогу Джорж Абель. На сьогоднішній день це один з найвіддаленіших відомих кластерів галактик.

## Гравітаційне лінзування
Виявляється, що зображення Abell 370 містить кілька світлових дуг (див. малюнок), котрі насправді є лише міражем або зображенням ще віддаленіших об'єктів розфокусованих гравітаційною лінзою завдяки масивному ядру кластера галактик Abell 370. 
У 2002 р., астрономи використали ефект гравітаційної лінзи для відкриття галактики HCM-6A, що розташована на відстані 12,8 мільярдів світлових років від Землі. На той час вона була відома як найвіддаленіша галактика. 
У 2009 р., вивчаючи поле Abell 370 астрономи виявили угрупування далеких галактик спотворених кластером галактик завдяки ефекту гравітаційної лінзи у дугу, що нагадує дракона. Відповідно ця група дуже далеких галактик отримала від науковців NASA наймення Дракон. В голові й хвості дракона міститься по спіральній галактиці. Кілька галактик, що формують тіло дракона, перекривають одна одну. Всі ці галактики розташовані приблизно на відстані 10 мільярдів світлових років від Землі.